# Archie Dickens
Pour les articles homonymes, voir Dickens.
Archie Dickens, né le juin 1907 à Balham (Londres) et mort le 28 novembre 2004 est un artiste britannique connu pour ses Pin-ups.

## Ouvrages
- The Pin-Up Art of Archie Dickens Volume One 2003 (SQP Inc.)
- ThePin-Up Art of Archie Dickens Vol 2 2005 (SQP Inc.)